# Elezioni europee del 2019 in Estonia
Le elezioni europee del 2019 in Estonia si sono tenute domenica 26 maggio per eleggere i 6 membri del Parlamento europeo spettanti all'Estonia. Tale numero di seggi è stato aumentato a 7 nel febbraio 2020, in seguito all'uscita del Regno Unito dall'Unione europea.

## Risultati
| Liste  | Liste                                       | Gruppo | Voti    | %     | Seggi |
| ------ | ------------------------------------------- | ------ | ------- | ----- | ----- |
|        | Partito Riformatore Estone (ER)             | RE     | 87.160  | 26,24 | 2     |
|        | Partito Socialdemocratico (SDE)             | S&D    | 77.375  | 23,30 | 2     |
|        | Partito di Centro Estone (KESK)             | ALDE   | 47.799  | 14,39 | 1     |
|        | Partito Popolare Conservatore Estone (EKRE) | ID     | 42.265  | 12,73 | 1     |
|        | Patria (Isamaa)                             | -      | 34.188  | 10,29 | -     |
|        | Raimond Kaljulaid (Indipendente)            | -      | 20.640  | 6,21  | -     |
|        | Estonia 200                                 | -      | 10.700  | 3,22  | -     |
|        | Verdi Estoni                                | -      | 5.824   | 1,75  | -     |
|        | Partito della Biodiversità                  | -      | 2.951   | 0,89  | -     |
|        | Erik Orgu (Indipendente)                    | -      | 1.442   | 0,43  | -     |
|        | Harry Raudvere (Indipendente)               | -      | 880     | 0,26  | -     |
|        | Maria Kaljuste (Indipendente)               | -      | 604     | 0,18  | -     |
|        | Partito della Sinistra Unita Estone (EUV)   | -      | 221     | 0,07  | -     |
|        | Argo Mõttus (Indipendente)                  | -      | 55      | 0,02  | -     |
| Totale | Totale                                      | Totale | 332.104 |       | 6     |

- Il seggio ulteriore spettante all'Estonia è stato attribuito a Patria.